# 에릭 안드레
에릭 안드레(Eric André, 1983년 4월 4일 ~ )는 미국의 스탠드업 코미디언이자 텔레비전 진행자, 각본가, 배우, 성우다. 2012년부터 어덜트 스윔에서 자신이 진행하는 코미디 시리즈인 《디 에릭 안드레 쇼》로 잘 알려져 있다.

## 어린 시절
안드레는 1983년 4월 4일에 플로리다주 보카레이턴에서 태어났다. 그의 어머니는 미국 국적의 아슈케나즈 유대인이고, 아버지는 뉴욕 맨해튼에서 정신과의사로 일하던 아프로아이티인이다. 2001년에 플로리다주 웨스트팜비치에서 드레이푸스 예술 학교를 졸업하고 보스턴의 버클리 음악 대학에 진학했다. 그는 거기서 콘트라베이스를 연주했고 2005년에 음악 학사를 받고 졸업했다.

## 필모그래피

### 텔레비전
- 《맨 시킹 우먼》
- 《투 브로크 걸스》
- 《두 여자의 위험한 동거》

### 영화
| 연도 | 제목                        | 배역                  | 비고                   |
| ---- | --------------------------- | --------------------- | ---------------------- |
| 2009 | 《거짓말의 발명》           | 남자 4번 (카메오)     |                        |
| 2010 | 《The Awkward Comedy Show》 | 본인                  |                        |
| 2010 | 《Thin Skin》               | 승객                  |                        |
| 2012 | 《Should've Been Romeo》    | 버즈                  |                        |
| 2013 | 《인턴십》                  | 시드                  |                        |
| 2015 | 《내 루저 같은 친구들》     | 무크                  |                        |
| 2016 | 《론리 아일랜드의 팝스타》  | 드레드락드 CMZ 리포터 |                        |
| 2017 | 《레이디스 나잇》           | 제이크                |                        |
| 2019 | 《라이온 킹》               | 아지지 (목소리)       |                        |
| 2021 | 《배드 트립》               | 크리스 캐리           | 작가와 프로듀서를 겸함 |
| 2021 | 《미첼 가족과 기계 전쟁》   | 마크 보먼 (목소리)    |                        |
| 2021 | 《잭에스 4》                | 본인                  |                        |
| 2021 | 《씽 2》                    | 엘우드 (목소리)       |                        |